# Тайная служба Минобороны

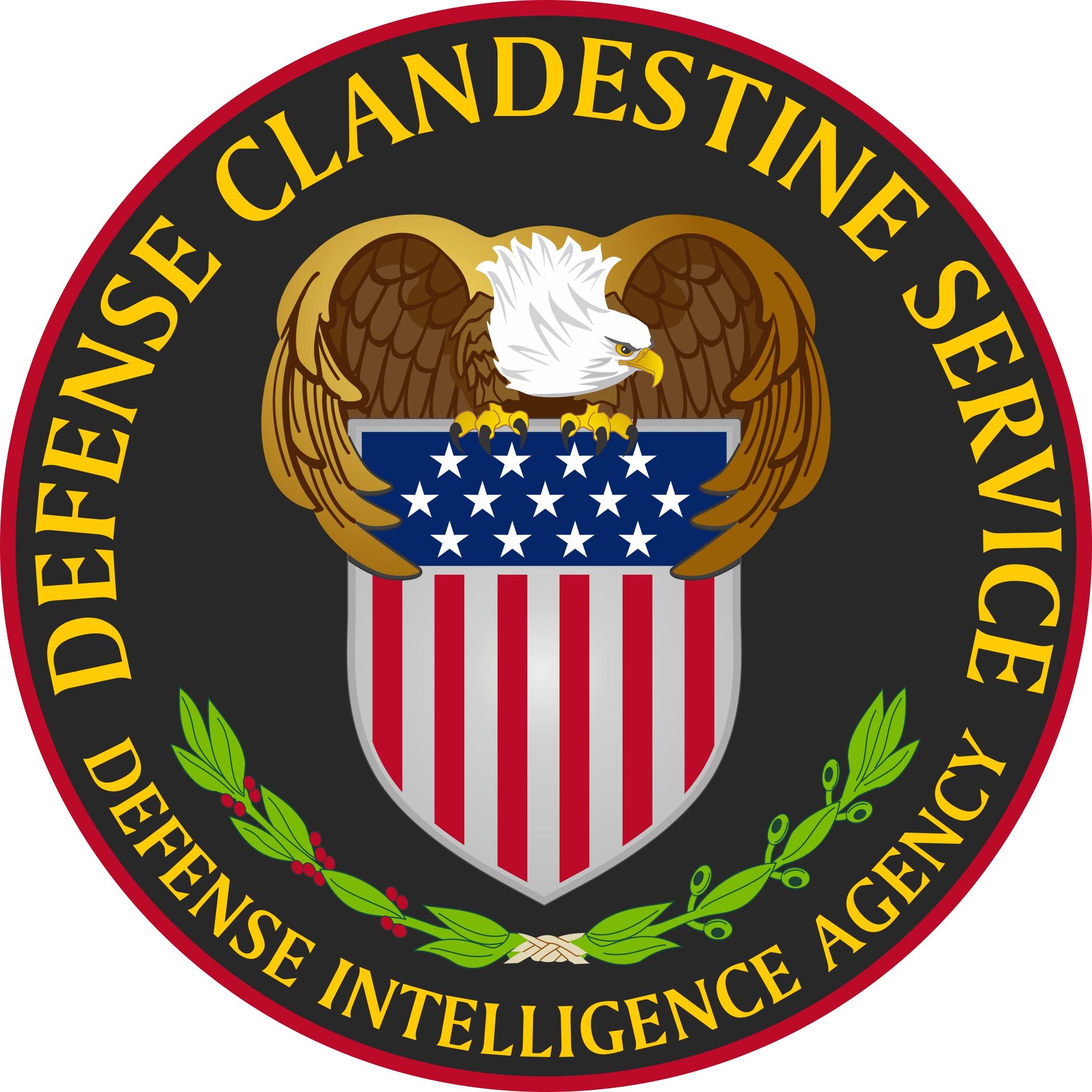
Герб Тайной службы Минобороны

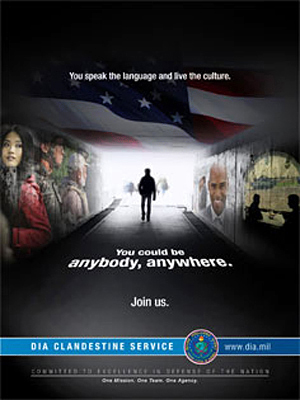
Плакат с рекламой службы в DCS

Тайная служба обороны Разведывательного управления Министерства обороны США (англ. Defense Clandestine Service, DCS) — подразделение тайных операций Разведывательного управление Министерства обороны США, предназначенное для выполнения заданий президента США, Министерства обороны США и других высших представителей власти без права их самостоятельного проведения, в отличие от ЦРУ. В штате организации могут состоять как военные, так и гражданские лица, ведущие разведывательную деятельность за пределами США с целью обеспечения национальной безопасности.
Тайная служба Минобороны является наследницей службы Defense Human Intelligence Service и других разведывательных служб Министерства обороны США. О создании DIA DCS US DoD впервые заявил в апреле 2012 году, определив число заграничных агентов в 1000 человек. В 2014 году планы подверглись корректировке, в соответствии с которой число тайных разведчиков было уменьшено вдвое.